# Lenawangen

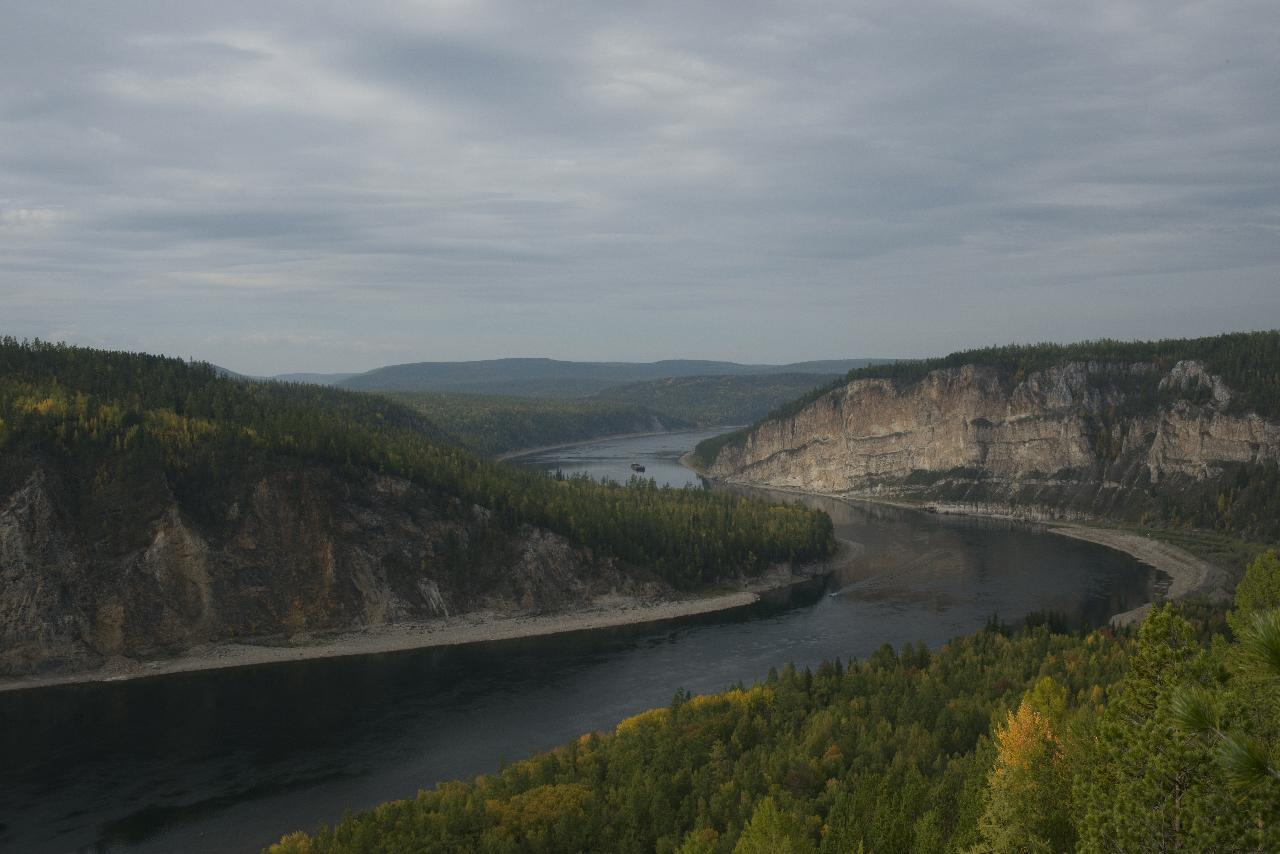
Uitzicht op de eerste Lenawang stroomafwaarts gezien

De Lenawangen (Russisch: Ленские щёки; Lenskië sjtsjjoki) zijn een serie rotsformaties langs de Russische rivier de Lena. 'wangen' (sjtsjjoki) is volgens het Verklarend woordenboek van de Groot-Russische volkstaal van Vladimir Dal een Oost-Siberische benaming voor steile kliffen langs de oever van een rivier met scherpe bochten.

## Formatie
De Lenawangen bevinden zich ongeveer 269 kilometer stroomafwaarts van de stad Kirensk in de oblast Irkoetsk, 172 kilometer stroomopwaarts van de instroom van de Vitim en 6 kilometer stroomafwaarts van het verlaten dorp Tsjastich. De rivier heeft hier een 200 meter diepe kloof uitgesleten. Deze kloof is een van de diepste van Siberië. In de kloof rijzen over een lengte van 3 kilometer 3 koperkleurige met groene sparren en lariksen bedekte rotsformaties op: stroomafwaarts respectievelijk de eerste, tweede en derde 'wang' (sjtsjjoka). Vanaf de eerste wang versmalt de rivier zich van 800 naar 70 meter breedte. De rivier loopt hierbij eerst naar links bij de eerste wang, buigt daarna af naar rechts bij de tweede wang en vervolgens weer terug naar links bij de derde wang. De rotsen zouden de echo van een 24-voudige scheepshoorn weerspiegelen.
De Lenawangen zijn over de loop van enkele duizenden jaren ontstaan door het schuren van de rivier tegen de randen van het Siberisch Kraton waarlangs ze zich een weg moest banen naar de zee. Enkele kilometers stroomafwaarts van de Lenawangen ligt een andere in het oog springende rots langs de Lena 'de Dronken Stier' (Pjany Byk). Deze ligt aan een andere smalle (200 meter) en gevaarlijke bocht van de Lena.

## Scheepvaart
De rotsformaties van de Lenawangen worden gezien als een van de mooiste plekken langs de Lena. De Russische schrijver Ivan Gontsjarov beschreef ze als volgt: "Dit zijn enorme, majestueuze rotsen, zoals ik ze aan de oevers van de zee weinig zag. Ze zijn vreselijk pokdalig, wild, verschrikkelijk, dus ik wil ze snel passeren". De loop van de versmalde rivier tussen de haaks op elkaar staande rotsformaties is berucht onder kapiteins. Zo zonken hier alleen al tussen 1982 en 1989 14 schepen. De scheepvaart is op deze plek daarom tegenwoordig aan strikte regels gebonden: Er is alleen eenrichtingsverkeer toegestaan, dit wordt geregeld middels een semafoor: Tussen 22:00 en 5:00, 10:00 en 12:00 en 16:00 en 18:00 mogen schepen stroomopwaarts door door de Lenawangen en van 6:00 tot 9:00, 13:00 tot 15:00 en 19:00 tot 21:00 stroomafwaarts. Er worden regelmatig cruisevaarten naar de rotsformaties georganiseerd vanuit het 1420 kilometer verderop gelegen Jakoetsk.

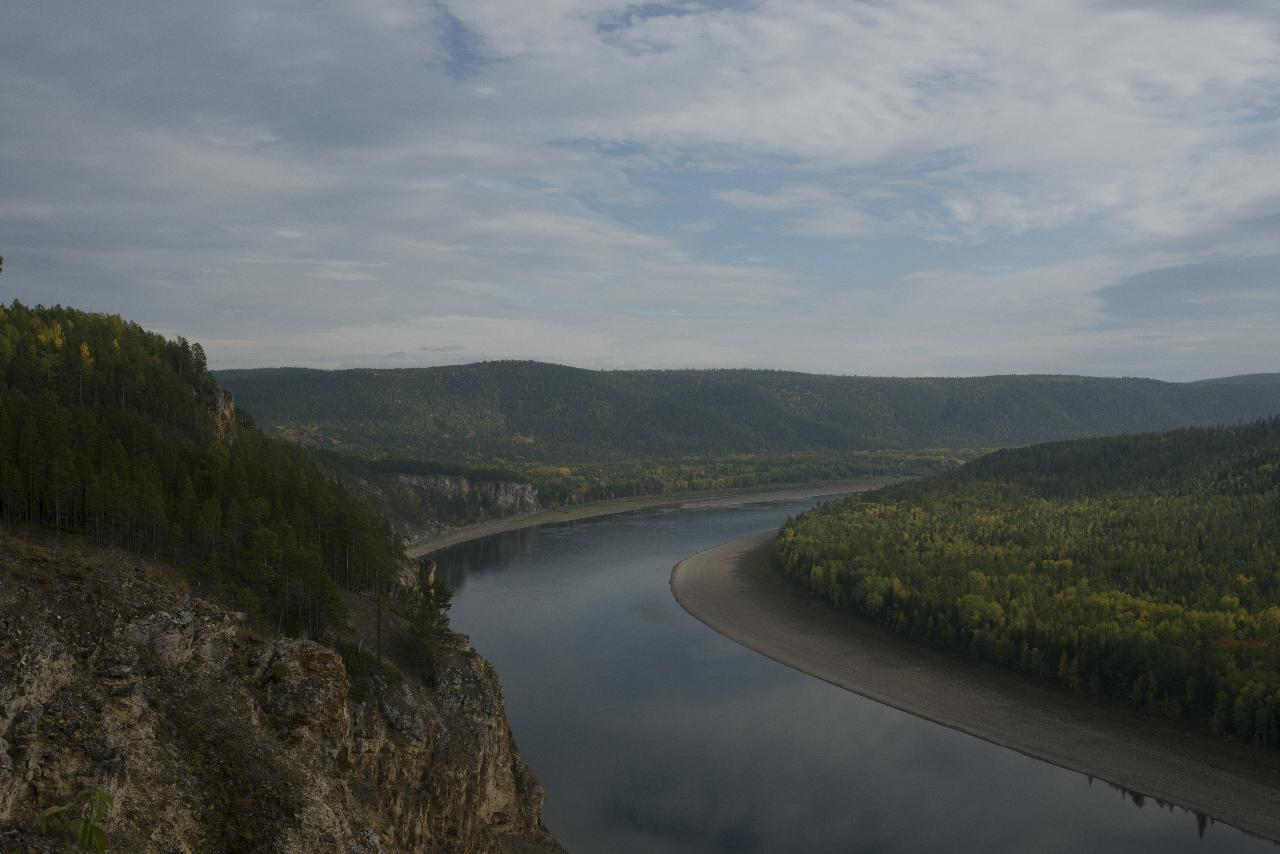
Uitzicht op de eerste Lenawang stroomopwaarts gezien
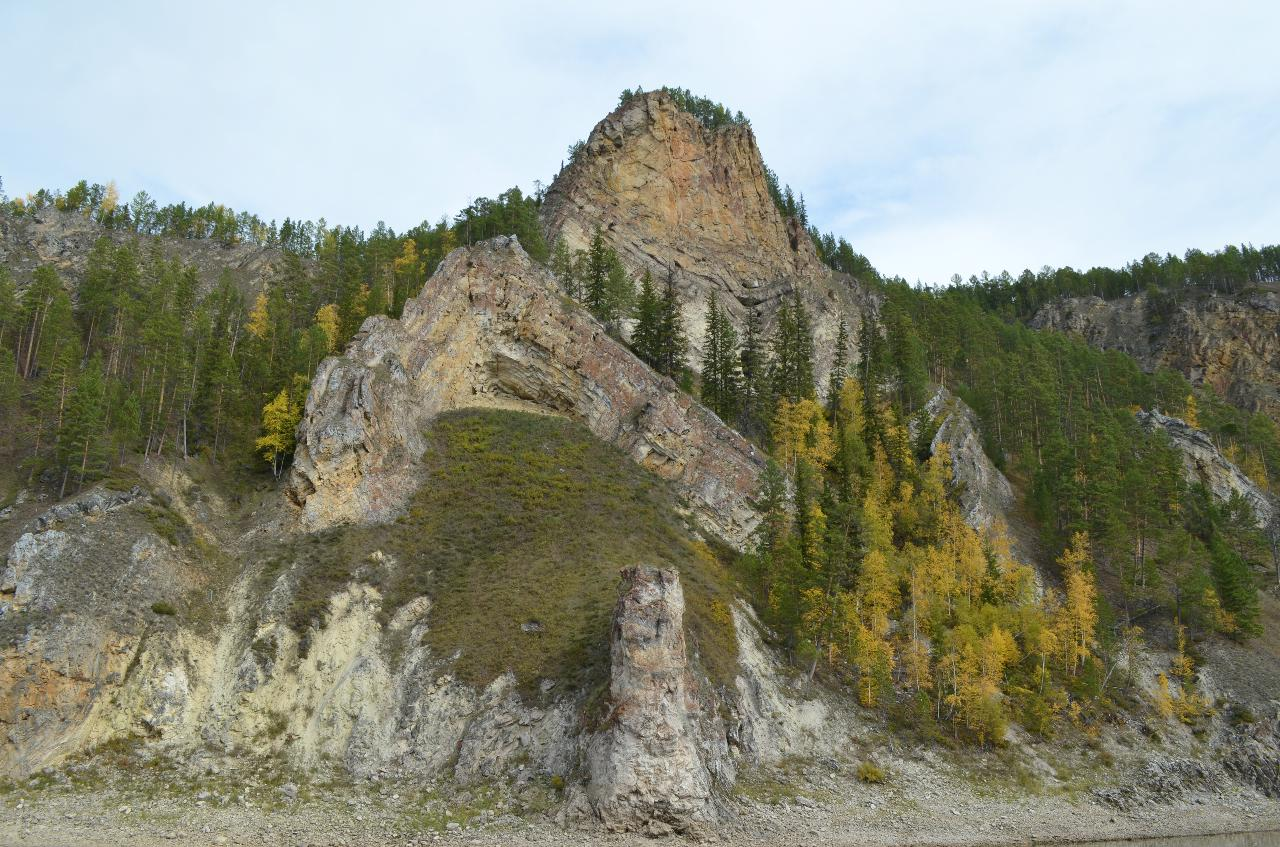
Eerste wang
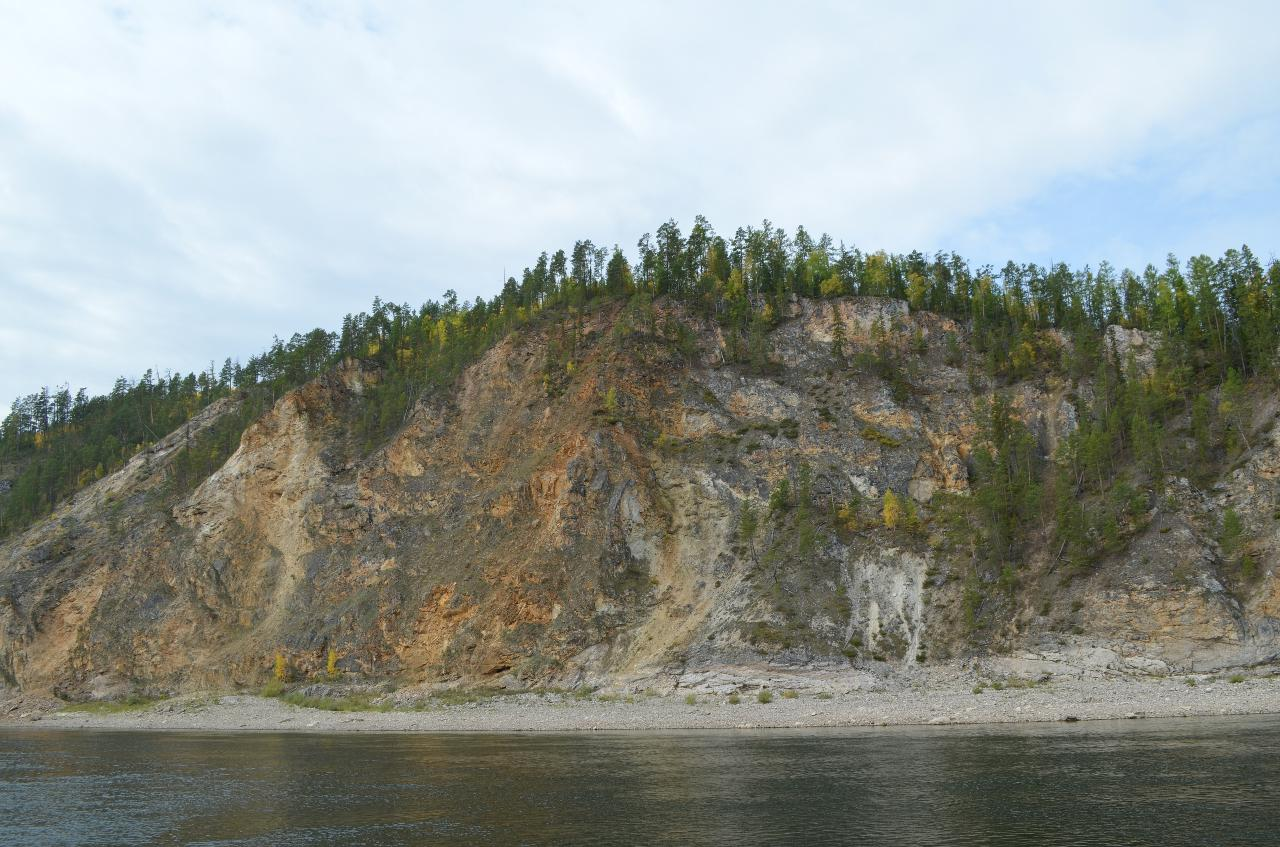
Tweede wang
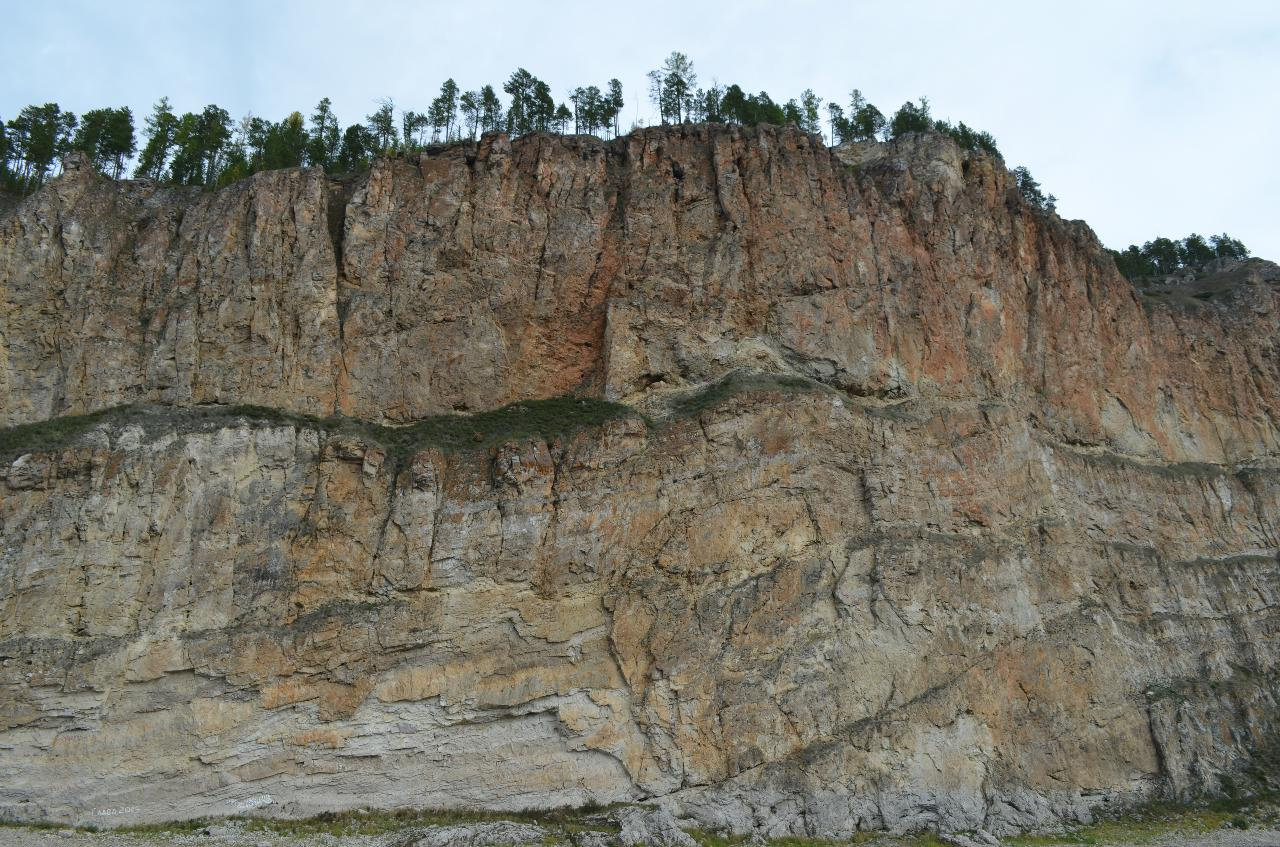
Derde wang